# Estación de Las Pinedas
Las Pinedas fue un apeadero ferroviario situado en el municipio español de La Carlota, en la provincia de Córdoba, comunidad autónoma de Andalucía. La estación se encontraba a la salida de la localidad. Actualmente no se conservan las instalaciones y su emplazamiento ha sido acondicionado como área de descanso dentro de la denominada Vía Verde de la Campiña.

## Situación ferroviaria
Las instalaciones ferroviarias se encontraban situadas en el punto kilométrico 71 de la línea férrea de ancho ibérico Marchena-Valchillón, entre las estaciones de La Carlota y Guadalcázar.

## Historia
La estación fue abierta al tráfico en 1885, con la puesta en marcha del tramo La Carlota a Valchillón de la línea que pretendía unir Marchena con Córdoba. Las obras y explotación inicial corrieron a cargo de la Compañía de los Ferrocarriles Andaluces, que comenzó la construcción de la línea hacia 1878. El objetivo de esta era comunicar las Campiñas sevillana y cordobesa con el resto de la red y establecer una conexión alternativa a la línea de MZA concluida en 1859. La explotación se centró en el tráfico de mercancías, pero destacó también el transporte de viajeros entre estaciones próximas.
La línea y la estación pasaron a manos de RENFE en 1941 tras la nacionalización de la red ferroviaria de ancho ibérico. En 1970 se clausuró la línea debido a la baja rentabilidad económica que ofrecía.

### Actualidad
Tras su desmantelamiento, la línea fue adecuada como Vía Verde, la denominada Vía Verde de la Campiña.
El emplazamiento de la antigua estación ha sido acondicionado como área de descanso con merenderos, bancos y aparcamiento para bicicletas. En la travesía de la Aldea de Las Pinedas, la Vía Verde no coincide con el trazado de la antigua línea, que queda algo más al norte. A unos 800 metros del emplazamiento de la estación, junto a la Vía Verde, se conserva en buen estado la Fuente Redonda, una de las veinte fuentes existentes en el municipio en el siglo XVIII.